# Kingman (Arizona)
Kingman város az USA Arizona államában. Lakosainak száma 32 689 fő (2020. április 1.).

## Népesség
A település népességének változása:

| 2010 | 28 068 |
| 2020 | 32 689 |